# Bicknells dwerglijster
De Bicknells dwerglijster (Catharus bicknelli) is een vogelsoort uit de familie lijsters (Turdidae).

## Verspreiding en leefgebied
Deze soort komt voor in Newfoundland en van Canada tot de noordoostelijke Verenigde Staten en overwintert in Hispaniola.